# جشن نیمه پاییز

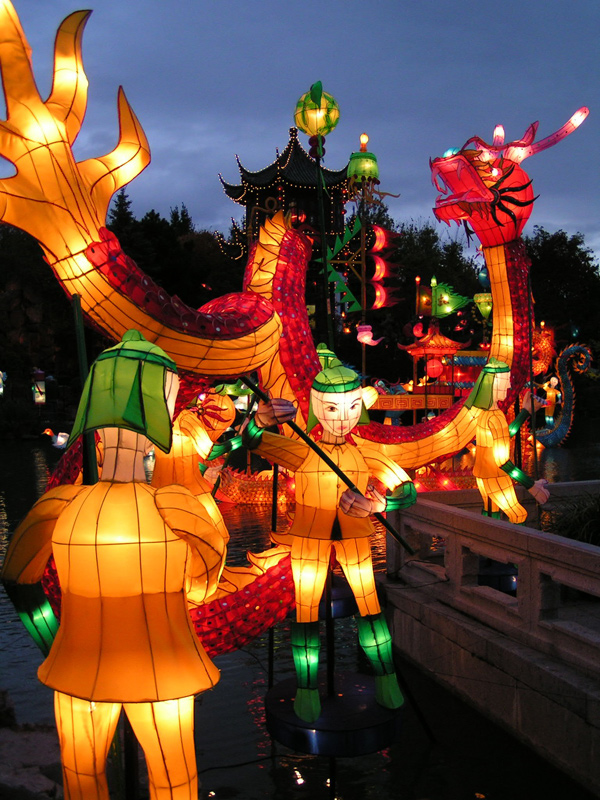

جشن ماه یا جشن میانه پاییز یک جشن محبوب برداشت محصول در چین و ویتنام است. این جشن در پانزدهمین روز از هشتمین ماه تقویم چینی که مصادف با ماه سپتامبر است (در واقع اوایل پاییز) و هنگام بدر کامل برگزار می‌شود. تهیه و صرف کیک ماه یکی از مهمترین مراسم این جشن است.

## معانی جشنواره
این جشنواره به ۳ منظور انجام می‌شود:
- دور هم جمع‌شدن: دیدار خانواده و دوستان و برداشت محصول با کمک یکدیگر.
- شکرگزاری برای برداشت محصول.
- دعا و نیایش برای نوزادان، همسر، زیبایی، طول عمر یا یک آیندهٔ خوب.

## عبادت ماه
هر سال، در این مراسم اژدهای بزرگی در خیابان‌ها به نمایش دادن مشغول می‌شود. این مراسم سنتی،فصل دروچینی است که در آن طلوع ماه بدر پاییزی را جشن می‌گیرند. بنابراین در چین که یک چهارم جمعیت جهان را تشکیل می‌دهد، ماه را منبع الهام و قدرت می‌دانند.
آنان می‌گویند وقتی که ماه کامل می‌شود، تمام موجودات طبیعت نیز کامل می‌شوند. اگرچه امروزه نیز در هونگ کونگ می‌دانند که رسیدن گیاهان در فصل درو به سبب کامل شدن ماه نیست ولی همانگونه که غربی‌ها به اساطیر یونانی احترام قائلند، چینی‌هانیز قدرت ماه را ستایش می‌کنند و بزرگ می‌دارند.